# Test RESET Ramseya
Test RESET Ramseya – test poprawności specyfikacji postaci analitycznej (funkcyjnej) modelu regresji liniowej. Innymi słowy stosowany jest w celu sprawdzenia, czy to liniowa postać modelu (względem funkcji kwadratowej lub sześciennej) jest najlepszym możliwym do wybrania modelem. Nazwa RESET jest skrótem od regression specification error test. Test umożliwia sprawdzenie poprawności specyfikacji modelu bez porównywania do alternatywnej postaci, z tego też powodu w przypadku stwierdzenia niepoprawności nie sugeruje on lepszego wariantu.

## Użycie
Estymując model:
{\displaystyle y=\gamma _{1}+\gamma _{2}X_{i}+u_{3i}} otrzymujemy obliczone wartości {\displaystyle {\hat {y}},} czyli niestandaryzowane wartości przewidywane.
Wprowadzamy do modelu kolejne potęgi {\displaystyle {\hat {y}}{:}}
{\displaystyle y=\gamma _{1}+\gamma _{2}X_{i}+\gamma _{3}{\hat {y}}^{2}+...+\gamma _{k-1}{\hat {y}}^{k}+{u}_{i},}
Wprowadzenie kolejnych potęg {\displaystyle {\hat {y}}_{i}} do modelu w formie zmiennej objaśniającej powinno zwiększyć współczynnik determinacji R². Jeśli wzrost współczynnika R² jest statystycznie istotny (test F), pierwotna postać modelu jest niepoprawna.